# OpenCola
Az OpenCola egy kólaízű üdítőital. Különlegessége abban rejlik, hogy az előállításához szükséges recept szabad és nyílt. Előállításához nem kell senkitől sem engedély, a megfelelő alapanyagokból bárki elkészítheti. Az OpenCola receptjén bárki változtathat, de az új receptet is a GNU General Public License alapján kell kiadni.
Az OpenColát eredetileg a nyílt forráskódú szoftverek reklámozására találták ki, ám az ital iránti érdeklődésnek köszönhetően 150 000 doboznyit adtak el belőle és többen ismerik, mint az eredeti névadó OpenCOLA szoftvert.

## Kólaízrecept
- 10,0 g étkezési gumiarábikum
- 3,50 ml narancsolaj
- 3,00 ml ivóvíz
- 2,75 ml limettaolaj
- 1,25 ml fahéjolaj
- 1,00 ml citromolaj
- 1,00 ml szerecsendióolaj
- 0,25 ml korianderolaj
- 0,25 ml neroliolaj (keserű narancsvirág-olaj)
- 0,25 ml levendulaolaj

## Koncentrátum recept
- 2,36 kg fehér kristálycukor
- 2,28 l ivóvíz
- 30,0 ml karamellszínezék
- 3,50 teáskanál 75% étkezési foszforsav vagy citromsav
- 2,00 teáskanál kólaíz (lásd fent)
- 0,50 teáskanál koffein (fakultatív)

## Elkészítése

### Kólaíz
Az illóolajokat össze kell keverni egy csészében, hozzáadni az étkezési gumiarábikumot, majd az egészet egy kanállal elkeverni. További keverés mellett vizet adni a keverékhez. A keveréshez lehet turmixgépet használni, 4-5 percen át. A keveréket zárt üvegben lehet tárolni a hűtőben vagy akár szobahőmérsékleten is. Mivel víz és olaj keverékéről van szó, a keverék hosszabb tárolás után szétválhat, ezért fontos a gumiarábikum.

### Koncentrátum
Egy öt literes lábosban 5 ml kólaízhez kell adni a foszforsavat vagy a citromsavat, majd a vizet és végül a cukrot. Keverés közben be lehet keverni a koffeint. A keveréket jól el kell keverni, a koffein teljes feloldódásáig, majd folyamatos keverés közben hozzá kell adni a karamellt.

### Kóla
Az ital elkészítéséhez egy rész koncentrátumot kell hígítani öt rész szódával.